# Josef Kovalčuk
Josef Kovalčuk (5. srpna 1948 Trutnov – 30. června 2018 Brno ) byl český divadelní dramaturg, scenárista a pedagog.

## Život
Vystudoval bohemistiku a historii na Filozofické fakultě Univerzity Palackého v Olomouci a dramaturgii na DAMU v Praze. V roce 1974 v Prostějově spoluzakládal HaDivadlo, ve kterém působil i po jeho přesídlení do Brna jako dramaturg, a to až do roku 1996.
V roce 1990 byl krátce poslancem ČNR, kam byl zvolen v rámci procesu kooptací jako bezpartijní poslanec.
Podílel se rozhodující měrou na znovuvybudování Divadelní fakulty Janáčkovy akademie múzických umění v Brně a v letech 1990 až 1996 byl jejím děkanem. V roce 1996 se stal dramaturgem činohry Národního divadla v Praze a v letech 1997 až 2002 byl jejím uměleckým šéfem. V letech 2002 až 2008  byl opět děkanem Divadelní fakulty JAMU a současně vedl svůj ateliér režie a dramaturgie. V roce 2002 byl jmenován profesorem. Od roku 2009 působil také jako dramaturg Divadla Husa na provázku. Je autorem či spoluautorem řady scénářů a studií.